# Floryn
Floryn – imię męskie pochodzenia łacińskiego, genetycznie cognomen od imienia Florus, Florinus, „pochodzący od Florusa, syn Florusa, mały Florus”. Wywodzi się od słowa oznaczającego „kwitnący”. Patronem imienia jest św. Floryn z VI lub VII wieku.
Żeńskim odpowiednikiem jest Floryna.
Floryn imieniny obchodzi 17 listopada.

## Osoby noszące imię Floryn
- Florin Niculescu – rumuński skrzypek pochodzenia romskiego
- Florin Zalomir –  rumuński szablista
- Florin Croitoru – rumuński sztangista